# Joahas (Israel)

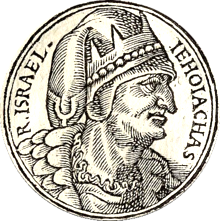
Joahas aus „Promptuarii Iconum Insigniorum“

Joahas († 801 oder 798 v. Chr.) war König Israels. Seine Regierungszeit wird auf die Jahre 815–801 v. Chr. (Albright), 814–798 v. Chr. (Thiele) oder 817–801 v. Chr. (Bautz, Kirchenlexikon) datiert.

## Etymologie
Der hebräische Personenname „Joahas“ wird im MT hauptsächlich יְהֹואָחָז jəhô’āḥāz geschrieben (mit der Variante יֹואָחָז jô’āḥāz in 2 Kön 14,1 ). Es handelt sich um einen Verbalsatznamen, bestehend aus Subjekt und Prädikat. Subjekt (und zugleich theophores Element) ist eine Form von „JHWH“ (יְהֹו jəhô oder יֹו jô), das Prädikat leitet sich von der Verbwurzel אחז ’ḥz, deutsch ‚ergreifen‘ ab. Der Name lässt sich als „JHWH hat ergriffen“ übersetzen. Die Septuaginta gibt den Namen als Ιωαχας Iōachas wieder, die Vulgata als Ioachaz.

## Biblische Erzählung
Joahas war der Sohn und Nachfolger des Jehu, der die letzten Vertreter des israelischen Königshauses der Omriden und deren Anhänger ermorden und den Baalskult unterdrücken ließ. Auch Joahas war zunächst ein treuer Anhänger JHWHs, kehrte dann aber dem Bericht in 2 Kön 13  zufolge zum Baalskult zurück. Daraufhin seien die Aramäer unter Hasael und später unter Ben-Hadad in Israel eingefallen, woraufhin Joahas sich wieder Hilfe suchend an JHWH gewandt habe. Unter seiner Herrschaft seien in Samaria Aschera-Bilder verehrt worden. Sein Nachfolger wurde Joasch.